# Austrolimnophila persessilis
Austrolimnophila persessilis är en tvåvingeart som beskrevs av Alexander 1939. Austrolimnophila persessilis ingår i släktet Austrolimnophila och familjen småharkrankar.
Artens utbredningsområde är Ecuador. Inga underarter finns listade i Catalogue of Life.